# Quedas do Iguaçu
Quedas do Iguaçu este un oraș în Paraná (PR), Brazilia.